# Opera (színmű)

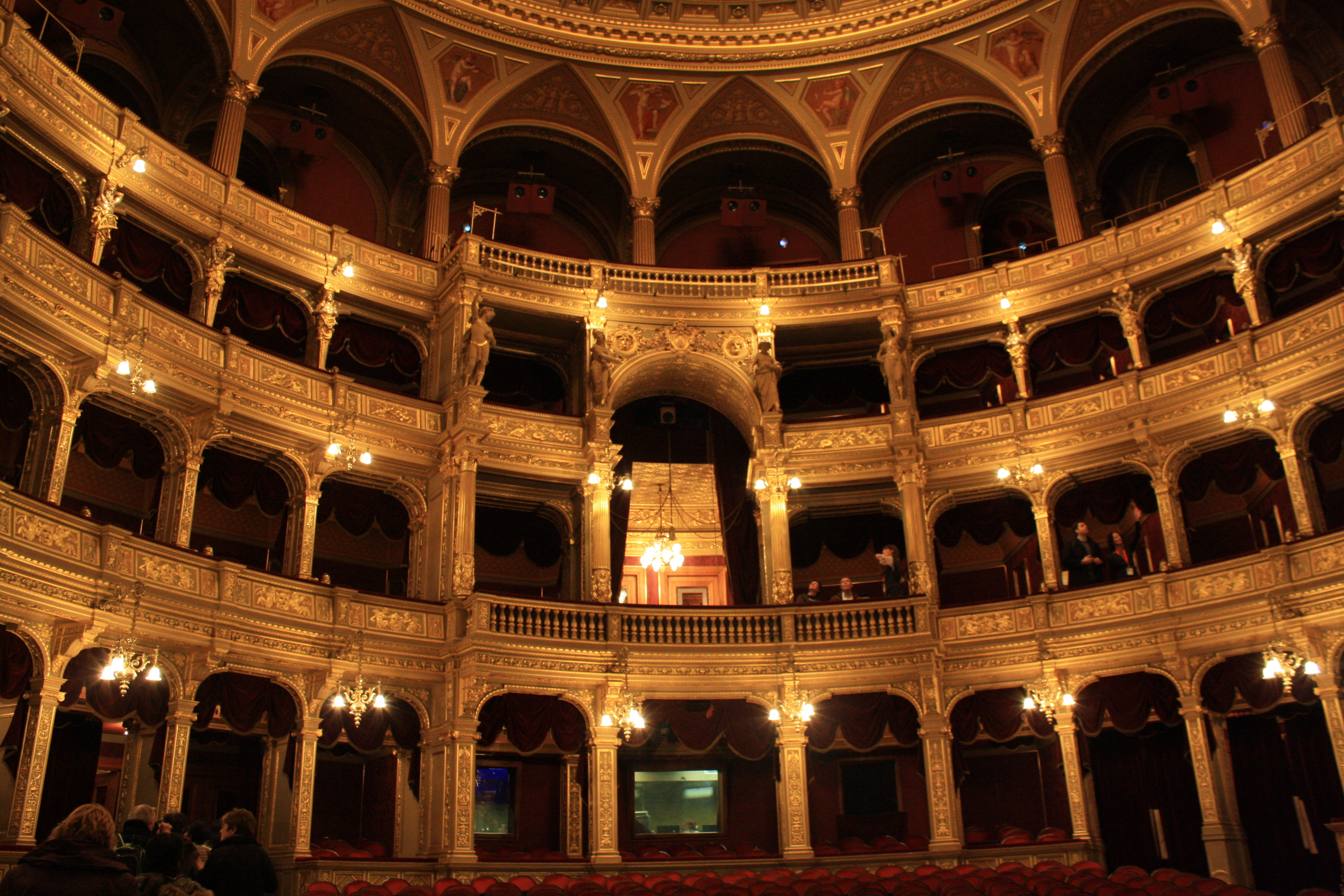
A Magyar Állami Operaház nézőtere (részlet)

Az opera olasz eredetű szó, dalművet jelent (másként: dramma per musica). Vokális-hangszeres drámai színpadi műfaj, melyben a szerepeket éneklik. Az opera három-négy, ritkábban egy-, két- vagy ötfelvonásos, többnyire nyitánnyal kezdődik.
A 16. század ismert műfaja, a hangszerkísérettel ellátott egyszólamú ének, a monódia egyre bővült rövidebb drámai jelenetekkel (intermezzo), míg a század végére létrejött az első mai elemeket is magába foglaló operaelőadás. A középkori Firenzében a 17. század legelején mint hangszerekkel kísért énekbeszéd volt ismert. A század elején a velencei opera virágzott, megkezdődött a recitativo és az ária szétválása, melyek végül a nápolyi operában különültek el egymástól teljesen. A 18. század során az olasz vígopera és a vidám és komoly jeleneteket felvonultató úgynevezett semiseria életképesebbnek bizonyult a komoly operánál; erre jó példát jelentenek Mozart művei. A 19. században ugyan az olasz opera egyeduralma teljes, de kialakulnak a nemzeti operák is. Franciaországban időközben a nagyopera élte virágkorát, míg Németország a 19. században valóságos opera-nagyhatalommá nőtte ki magát, így például Richard Wagner az ún. wagneri zenedráma megteremtésével erősítette a műfaj drámaiságát.
Az opera születésének a történelem folyamán két vonását különböztethetjük meg: az egyik az új forma létrejötte, a másik a forradalmi változás a zenében.

## Olasz opera

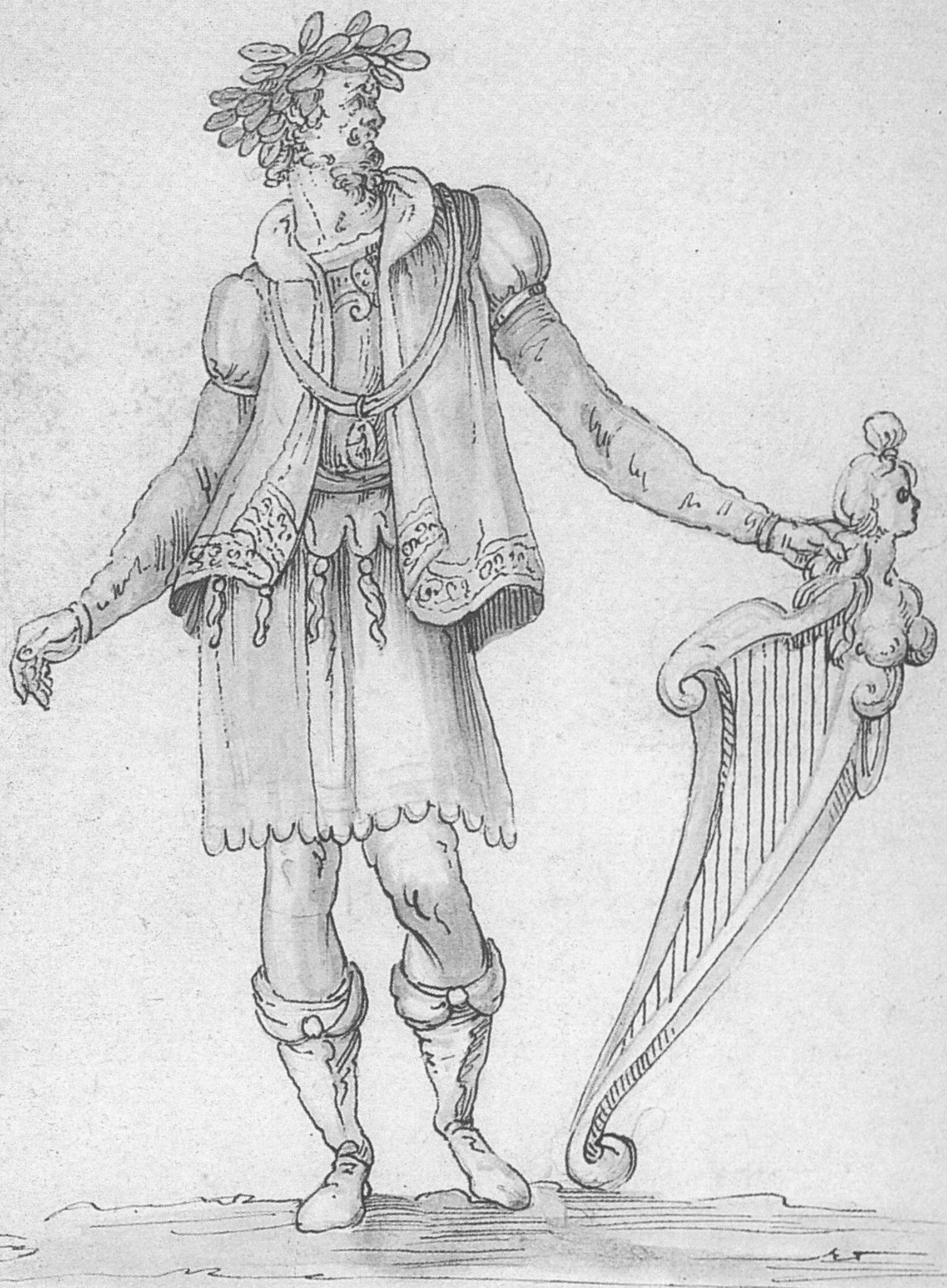
Jacopo Peri a Dafné opera egyik jelmezében

A 16. század végén a firenzei Camerata volt az a művészeti csoportosulás, amely felkarolta a monódia ügyét a reneszánsz végén elburjánzott polifóniával szemben. A csoportosulás tagja volt többek között Vincenzo Galilei (a nagy csillagász apja), Emilio de Cavalieri, Giulio Caccini és Jacopo Peri.
Egyszerű, mindenki számára közérthető stílust akartak kialakítani. Egy olyan énekbeszédet, amely érthetően kifejezi a szöveg mondanivalóját, valamint az emberi érzelmeket és indulatokat. És mivel a reneszánsz ember úgy gondolta, hogy az ókori görögök énekelve vagy legalábbis recitálva adták elő színdarabjaikat, ezért a Camerata tagjai is az antik görög színjátszás hagyományaiból indultak ki, és tulajdonképpen nem új műfajt akartak kifejleszteni, hanem csak egy régit feléleszteni. Ez a régi műfaj pedig az antik tragédia lett volna. Ennek következtében az első operák témájukat kivétel nélkül a görög-római mitológiából és történelemből merítették.
Az első operának a történészek Jacopo Peri és Ottavio Rinuccini komponálta Euridikét tekintik. 1600-ban írták, IV. Henrik francia király esküvője alkalmából. Mivel eredetileg az ókori tragédiát akarták feléleszteni, a 17. században keletkezett operák kivétel nélkül tragikus történeteket dolgoztak fel. A 18. században aztán elterjedt az a szokás, hogy a felvonások közti szünetekben vidám, egy-két szereplős zenés bohózatokat adtak elő a közönség szórakoztatására. Ilyen vidám, zenés intermezzo volt Pergolesi Az úrhatnám szolgáló című darabja is. Aztán egyes esztéták Arisztotelész Poétikájára hivatkozva kitiltották ezeket a zenei közjátékokat az opera seria előadásokról. De néhány intermezzo ekkor már annyira nagy népszerűségnek örvendett, hogy egyes színházak elkezdték őket önállóan is játszani. Ekkor indult diadalútjára Az úrhatnám szolgáló is, amit sokan az első opera buffának tekintenek.
Az opera buffa műfaja szintén Itáliában jelent meg. Az Európa-szerte elterjedt vígoperákkal szemben ez teljes egészében zenés volt, ugyanakkor meghatározta szereplőinek számát, amely hat és nyolc között volt. Nevetéssel, parodizálással akarta a nézőt tanítani. Az egyik első ilyen opera az 1706-ban bemutatott Michaelangelo Faggioli La Cillája volt. A Teatro dei Fiorentini volt az első nápolyi színház, ahol az opera buffát rendszeresen játszották.
Az 1800-as évek elején a francia opera hatására az itáliai szerzők művei új formákat öltöttek: Nápolyban elmosódott a recitativo és az ária közti különbség, miután az előbbit teljes zenekari kísérettel adták elő. A kor nagy operaszerzője Gioachino Rossini (1792–1868) volt, aki a Tankréddel (1813) és a vidám hangulatú Olasz nő Algírban című darabbal (1813) új formába öntötte az operát: a komédia és a tragédia nála ugyanazzal a nyelvezettel rendelkezett. A jeleneteken belül lejegyezték a felállást, így az erőszakosabb énekesek nem tudtak a többi rovására az előtérbe tolakodni.

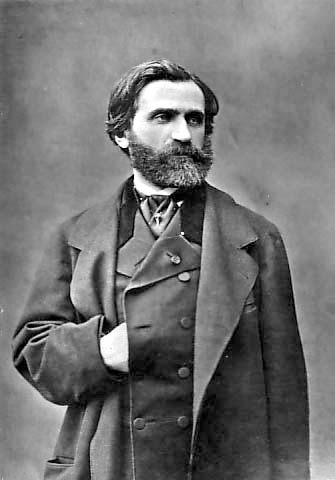
Giuseppe Verdi

A Rossini által megalkotott formákat lassan kezdték átvenni más zeneszerzők is, ugyanakkor az itáliai operába kezdett beszivárogni a francia és a német zenében már meghonosodott romantika. A forma és szemlélet egységét Vincenzo Bellini (1801–1835) valósította meg. Neki és Gaetano Donizettinek (1797–1848) köszönhetően jelent meg a romantikus opera főszereplője: a hőstenor. De a többi hangfekvést is bizonyos jellemtípusokkal kezdték azonosítani (például basso profondo). Ezekben a művekben mondhatni kötelező volt, hogy a történet vége szomorú, tragikus legyen. Ugyanebben az időben működött egy másik jelentős zeneszerző is, Saverio Mercadante (1795–1870), aki az 1830-as években megjelentetett egy merész programot az opera megreformálására. Elvetette a Rossini által bevezetett struktúrákat, és megteremtette a zenekari hangzás egyensúlyát, mindeközben nagyobb hangsúlyt fektetett a drámai cselekményre. 1840-re, mire Bellini már meghalt, Donizetti pedig inkább Franciaországban tartózkodott, Mercadante lett a legmegbecsültebb olasz zeneszerző.
Mercadante volt a 19. század első felének egyetlen említésre méltó olasz zeneszerzője egészen Giuseppe Verdiig (1813–1901), Verdi azonban addig nem ismert magaslatokra emelte az opera műfaját. Ugyanezen időben virágzott szerte Itáliában a Risorgimento (Itália egyesítését követelő mozgalom). A cenzorok erősen behatárolták a megjeleníthető témákat, így aztán virágzott az opera buffa, amiben visszanyerte régi helyét a secco recitativo, amelytől nem sokkal korábban Donizettinek már-már sikerült megszabadítania az operát.
1860 körül aztán a külföldön vezénylő olasz karmesterek Itáliába is elhozták a változás szellemét. Arrigo Boito (1842–1918) librettista és zeneszerző megírta az opera lesújtó kritikáját, majd Franco Faccióval (1840–1891) megalkotta két forradalmi operáját, az I profughi fiamminghit (1863) és a Hamletet (1865), majd a Mefistofelét is (1868). 1870 végére eltűnt az olasz operák állandó jellegzetessége, a minden lassú ária végén megjelenő cadenza.
Wagner zenéjének a hatása 1880 és 1900 között elérte Olaszországot is. Ez időben az olasz opera irányát Alfredo Catalani La Wallyja (1892) és Giacomo Puccini Lidércekje (1884) határozta meg. Pietro Mascagni (1863–1945) Parasztbecsületével megjelent olasz földön a verizmus. Ezt az operát követte Ruggero Leoncavallo kétfelvonásos színpadi műve, a Bajazzók (1892), majd a másik műve, a Zarà (1900). Aztán jött Francesco Cilea két operája:
- Az arles-i lány (1897) és
- az Adriana Lecouvreur,

majd Umberto Giordano Fedorája. A verizmus kiteljesítője Giacomo Puccini volt: ő zenéjében a mély emberi érzésekre fektette a hangsúlyt, történeteit egzotikus helyszínekbe ágyazta, és azok zenei világát beleszőtte magába az operába is. Puccini egy új stílust is bevezetett: gondosan felépítette operáinak zenei egységét. Az áriák folyamatos zenei szövetbe illeszkednek, nincs pontosan behatárolható elejük és végük.
Más fontosabb zeneszerzők:
- Riccardo Zandonai (1883–1944),
- Franco Alfano (1876–1954) – ő fejezte be a Turandotot Puccini halála után,
- Italo Montemezzi (1876–1952)

folytatta a Puccini által kezdett utat. Ennek a stílusnak még a 21. században is akadnak követői; közülük a legjelentősebb Gian Carlo Menotti (1911–2007) volt.

## Francia opera

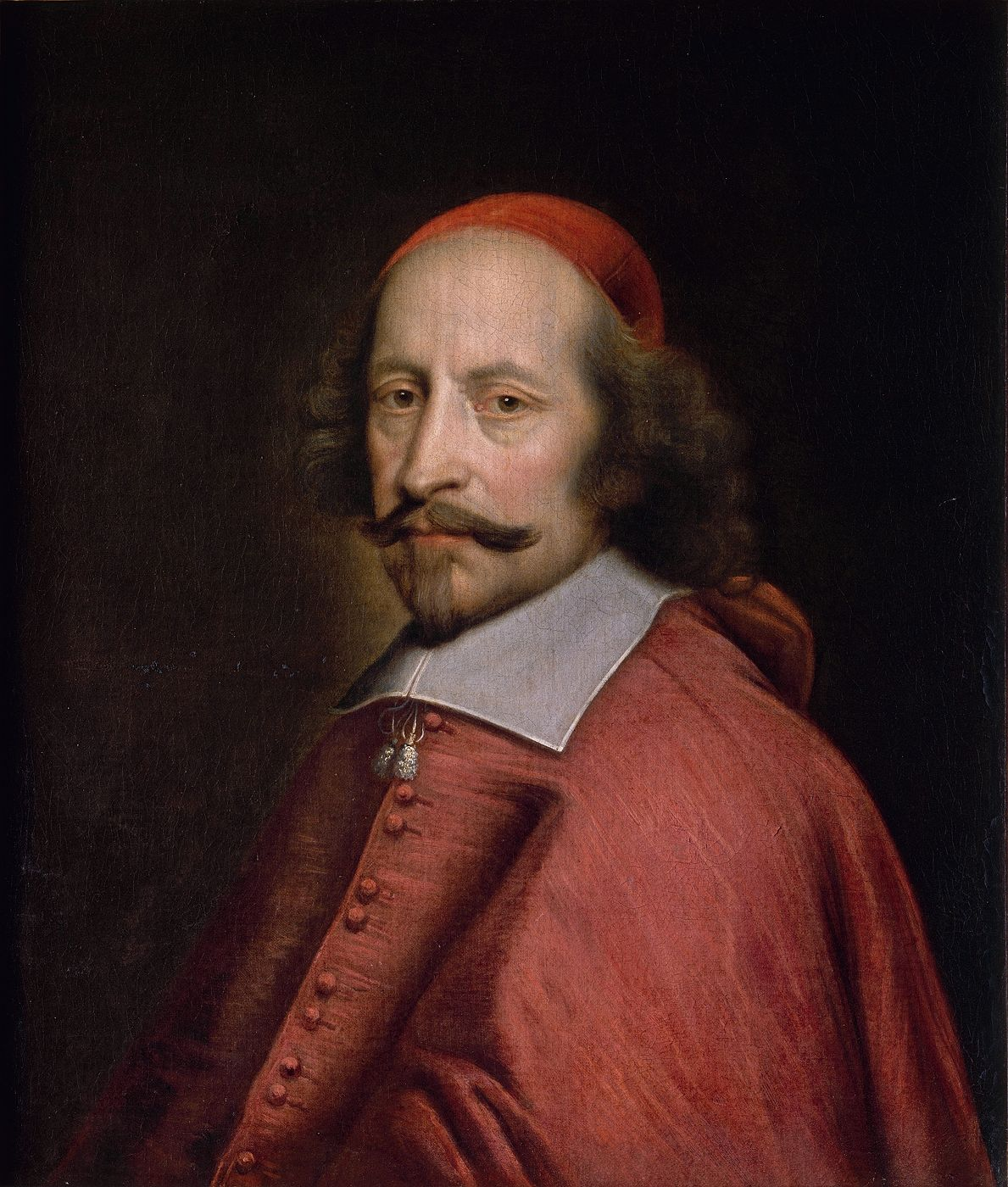
Mazarin bíboros (1602–1661)

A francia opera kialakulásának első ösztönzője az 1570-ben megalakult Költészeti és Zenei Akadémia. Az intézményt a király engedélyével a kiváló humanista költő, a velencei születésű, de francia származású Jean-Antoine de Baïf alapította. Barátjával, Pierre de Ronsard-ral a görög verses, zenés, táncos dráma újjászületését tűzték ki célul. (Cameratát hoztak létre – a Camerata előtt). Ők ketten fejlesztették tovább a francia chansont, megteremtve a metrikus, vagyis antik típusú időmértékes francia verset. Elméletüket a kor olyan ismert zeneszerzői alkalmazták, mint Claude Le Jeune és Jacques Mauduit. Kialakult az udvari dal, amely idővel mindinkább egyszólamúságra tört, és egy Baltarazini nevű hegedűs megírta az első udvari balettet, A királyné vidám balettjét (1581).
Miután trónra került a Bourbon-dinasztia, melynek megalapítója IV. Henrik francia király volt, a francia opera jelentős fejlődésnek indult: 1600-ban, mikor Firenzében nőül vette Medici Máriát, az esküvőjük alkalmából csendült fel Peri és Rinucci Euridikéje, és később az udvara látta vendégül a Rinucci és a Caccini családokat.
Az első igazi francia operák itáliai importból származtak; 1645-ben, Jules Mazarin bíboros közbenjárásával volt az első franciaországi operabemutató, Párizsban. Két kevésbé ismert olasz művet adtak elő a királyi palotában, de csak néhány meghívott jelenetében. Az opera nem aratott sikert a francia közönségnél, Mazarin azonban nem adta fel a tervét, és 1647-ben bizonyos változtatásokat téve az eredeti olasz operán, végül egy „franciásított” Orfeusz operával elnyerte a franciák tetszését (a mű szerzője Luigi Rossi). Mazarin elgondolása tehát helyesnek bizonyult: a balettel, gazdag díszletekkel ékes, látványos színpadi műfaj megfelelt a francia ízlésnek. Mazarin mintája alapján született meg 1655-ben La Guerre–de Beys-től Ámor diadala, majd 1659-ben Cambert–Perrin Pastoraléja. Voltaképp mindkét mű csak pásztorjáték, amelyben csekély szerepe van a drámai játéknak, ennek ellenére egyes nézetek szerint az előbbi, mások szerint az utóbbi az első francia opera. Amikor 1601-ben Mazarin meghalt, az „idegen művészet” beengedését követelték nemcsak a komponisták, hanem a politikusok és a költők is, s a francia színpadokról az opera helyébe visszatértek a balettek s a pásztorjátékok.

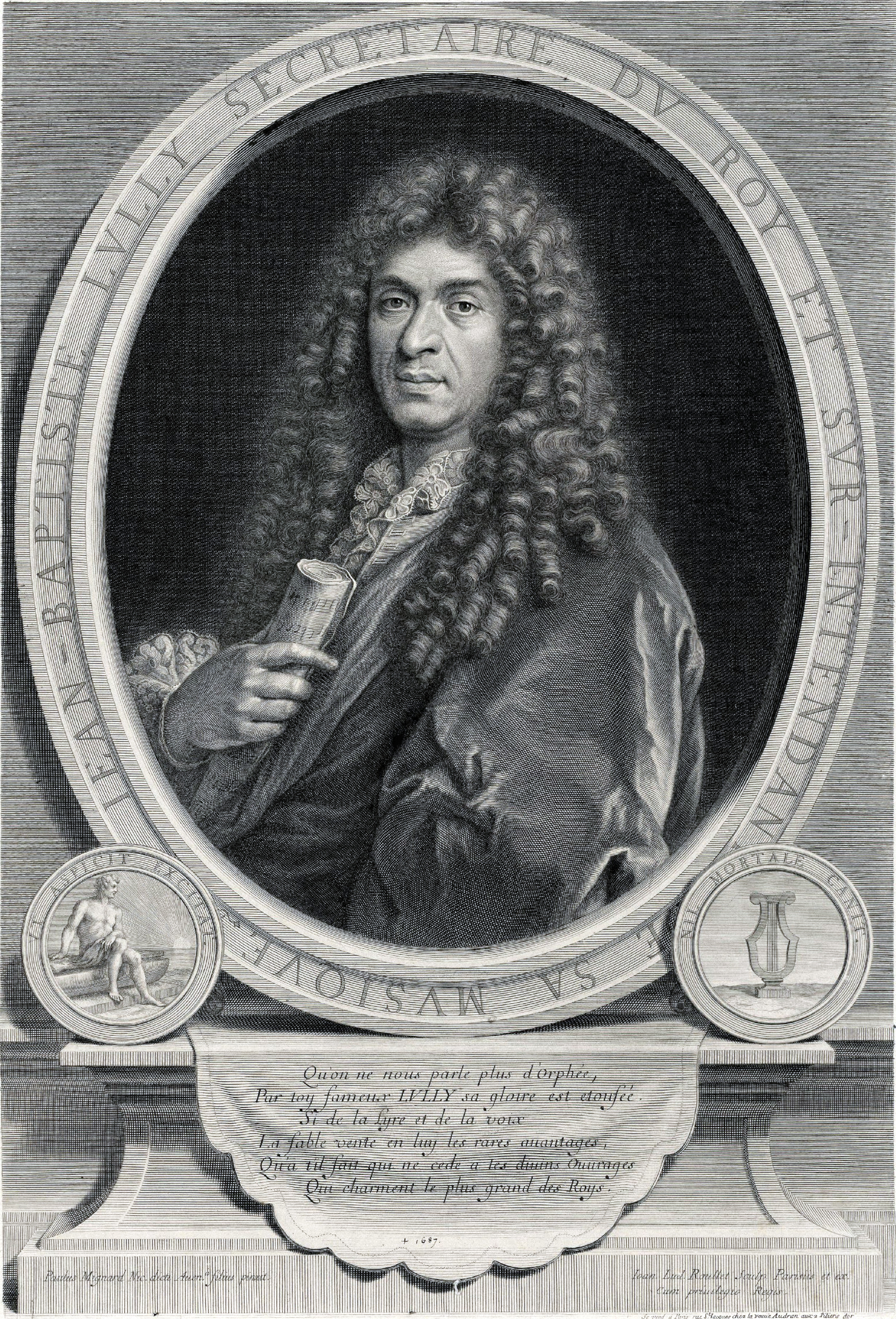
Jean-Baptiste Lully

1669-ben Pierre Perrin királyi engedélyt kapott francia nyelvű operák bemutatására, majd 1671-ben Robert Cambert komponistával együtt létrehozta az első francia operát, a Pomont. A darab sikeressége ellenére az engedélyt 1672-ben megvonták tőlük, Perrin az adósok börtönébe került, Cambert pedig Angliába távozott.
Az első igazi értelemben vett francia opera komponista Jean-Baptiste Lully (1632–1687) volt, aki még a dicsőségtől és hatalomtól elvakult Napkirályt is az ujjai köré csavarta. Így Lully mint a királyi család zenemestere 1671-ben megkapta az operaelőadások kizárólagos jogát. Hamarosan kialakultak a különböző operatípusok, mint például a tragédie lyrique vagy a tragédie en musique.
Lully kivételezett helye olyan tehetséges komponisták rovására ment, mint például Marc-Antoine Charpentier (1643–1704). Hiába írt több operát is (köztük a Médea című remekművet), amely mélyebb és gazdagabb volt, mint Lully bármely más darabja, azok csak Lully halála után kerülhettek színpadra, 1639-ben. Charpentier másik fontos drámai műve a sokat vitatott, első melegoperának tartott David et Jonathas (1688).
Lully után számos francia zeneszerző is hódolt a francia operának. André Campra (1660–1744), Marin Marais (1656–1728), Michel de Montéclair (1667–1737) egyaránt egyéni remekművekkel jelentkeztek. A következő kor legnagyobb komponistája pedig Jean-Philippe Rameau (1683–1764), akitől több lírai tragédia is fennmaradt. Rameau rendkívül eredeti és fantáziadús hangszerelést használt, ugyanakkor elvetette a prológust. Franciaországban addig ismeretlen hangszereket honosított meg, többek között neki köszönhető például a klarinét megjelenése is. Ezenkívül különleges hanghatásokat is bevezetett, mint például a pizzicatót (az egyébként vonóval megszólaltatott hangszer húrjainak a pengetését) és 1745-ben a glissandót (csúszás az egyik hangtól a másikig).
1755 és 1754 között Párizsban a Querelle des Bouffons (a buffonisták harca) dúlt. A vita alapja a francia, illetve az olasz opera érdemei voltak. A vitákban olyan nagy egyéniségek is részt vettek, mint Friedrich von Grimm író, Jean-Jacques Rousseau filozófus, Denis Diderot író, filozófus és Jean le Rond d’Alembert matematikus, filozófus. A vitát az Úrhatnám szolgáló 1752-es párizsi bemutatója indította el. A zenebarátok két táborra szakadtak: az olasz opera híveire, a buffonistákra és a francia zene rajongóira – tehát Lully és Rameau –, akiknek a király és Madame de Pompadour voltak a pártfogói.
A vita hevében Rousseau még egy kis egyfelvonásos vígoperát írt A falusi jóscímmel (ami egyébként korának egyik legnépszerűbb darabja lett), majd 1753-ban, Levél a francia zenéről címmel elméleti írást jelentetett meg a zenéről, mellyel általános zavargást keltett a királyi udvarban, s már azon gondolkoztak, hogy a Bastille-be zárassák-e. De számos más kritika is született, például Goldonitól, Voltaire-től, D’Alembert-től, Villeneue-től. A francia opera híveit a coin du roi, azaz a királyi sarok névvel illették, mivel ők inkább a király páholya körül gyülekeztek. A francia operában nagyra becsülték a szöveg és a zene közötti szoros kapcsolatot, és leszólták az úgynevezett olasz operák különleges áriáit. A két tábor között végül is a vita tárgya az volt, hogy mi a fontosabb: a szöveg vagy a zene. A vita vége pedig az lett, hogy az olasz társulat elutazott, majd az 1750-es évek végére megjelent a francia zeneszerzők új nemzedéke és velük egy új stílus, az opéra comique.

### Az opéra comique

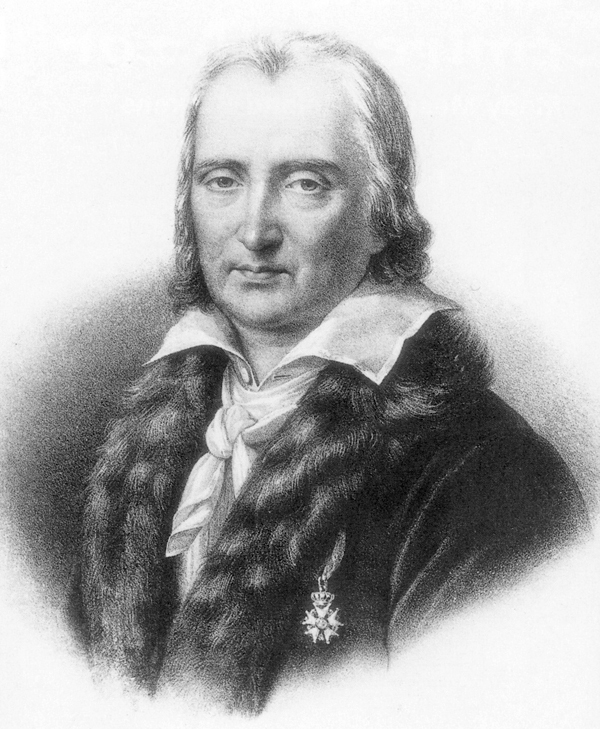
André Grétry

Akárcsak más országokban, Franciaországban is valószínűleg évszázadokra tekintett vissza a könnyű, népszerű, a prózát a zenével elegyítő utcai szórakozás. Adam de la Halle 13. századi zeneszerző Le jeu de Robin et Marion darabjában már keveredett a próza és a zene, és megjelentek az itáliai commedia dell’arte jellegzetes szereplőihez nagyjából hasonló alakok. Istenek és királyok helyett az opera most hétköznapi emberekről is szólt.
Az opéra comique kifejezés 1715-ben született. S bár a zene még mindig másodlagos volt, megjelent egy fontos zenei újítás, a vaudeville (utcai dalokból szőtt népies színpadi műfaj) és az ária között elhelyezkedő ariette. A komédiákat tiltotta a törvény, az előadok azonban frappáns ötleteket dolgoztak ki annak érdekében, hogy a műveiket mégis elő tudják adni: némajátékot játszottak, a szöveget kartonokra írva a mennyezetről eresztették le, s a közönség közt ülő színész elkezdett énekelni, a közönség pedig vele együtt. Egyre gyakrabban születtek szigorító rendeletek, azonban minden rendelet után, egyre maróbb lett a színpadi gúny, egyre nevetségesebb a torzkép, melyet a vezető arisztokráciáról rajzoltak. Így vált az együgyű vásári komédia a forradalom előkészítőjévé.
1726-ban megjelent a vidám, vidékimádó figura szerepe a színpadon, magával hozva a kétértelműség (double entendre) művészetét is, s a következő öt évben az opéra comique-é lett a főszerep. Számos jelentős zeneszerző tevékenykedett ebben a korban: François-André Danican Philidor (1726–1795), Pierre Alexandre Monsigny (1729–1817) és mind közül a legjelentősebb, André Grétry (1741–1813).

### Opera a forradalom után: a nagyopera

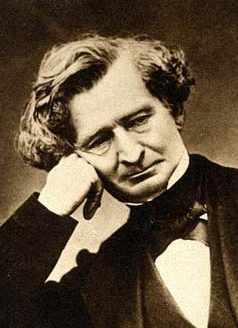
Hector Berlioz 1863-ban

Miután Napóleon 1804-ben császárrá koronáztatta magát, visszatért a XVI. Lajos korából jól ismert pompa, ragyogás, vagyis a régi grandeur ismét polgárjogot nyert a francia opera célkitűzései között. Az opera ismét látványosság lett, fényes diadalmenetekkel. E korszak jelentős komponistái: Joseph Gossec (1734–1829), Pierre Gaveaux (1761–1825) és Étienne Nicolas Méhul (1763–1817).
A kor másik kiemelkedő komponistája Hector Berlioz (1803–1869) volt. Berlioz főként mint a programzene és a modern szimfonikus zenekar megteremtője ismert. Hangszereléstana máig alapja a zeneszerzőképzésnek. Operái is szimfonikus ihletésűek. Berliozzal egy időben támadt fel a francia vígopera (opéra comique). Ezt a műfajt a komoly operától nem a komikus elemek túlsúlya különböztette meg, hanem az érzelmes jelenetek térhódítása és az, hogy az énekszámokat recitativo helyett prózai párbeszéd köti egybe. Legjelentősebb művelői: Boieldieu, Daniel Auber és Adolphe Adam.
A fejlődés másik irányát jelzi a 19. század reprezentatív műfaja, a Daniel Auber, Jacques Fromental Halévy (1799–1862) keze alatt kialakult nagyopera. Ez az opera rendszerint történelmi tárgyat feldolgozó, pompás kivitelezésű színpadi mű, jellegzetes terméke a restauráció, a polgárkirályság korának, amely a feltörekvő, vagyonosodó polgárság igényeinek is megfelelt.
A századfordulón egy újfajta vígopera jelent meg. Jelentős képviselői François Adrien Boieldieu (1775–1834), Daniel François Espirit Auber (1782–1871) és Adolphe Adam (1803–1856) voltak. A kor kiemelkedő librettistája Eugène Scribe (1791–1861) volt.

### A francia opera nagymesterei
A vígopera és a nagyopera összeolvasztásából egy új stílus jött létre: a lírikus opera. Az új műfaj, melynek legnagyobb mesterei Charles Gounod (1818–1893), Ambroise Thomas (1811–1896), Jules Massenet (1842–1912), érzelmes alaphangú dallamokra épült, s a drámai elevenségű jeleneteket lírai nyugvópontokkal váltogatja.
Az ifjabb nemzedék sikerei a hetvenes évekre értek be. A legeredetibb egyéniség közülük Georges Bizet (1838–1875) volt, a Carmen komponistája. Ugyancsak kimagasló hely illeti meg a lírikus opera műfajának művelői közt Camille Saint-Saënst (1835–1921) és Léo Delibes-t (1836–1891). A teljesség kedvéért meg kell említeni néhány további olyan nagymestert is, akik elsősorban a szimfonikus zene területén tevékenykedtek: César Franck (1822–1890), Vincent d’Indy (1851–1931), Édouard Lalo (1823–1892).
A századvégi francia zenét Wagner hatása dominálta. A francia zenei élet vezéregyéniségei – már akik nem hódoltak be Wagnernek – egyre nyomasztóbbnak érezték az idegen uralmat. Olyan alkotóra volt szükség, akinek egyénisége, tehetsége nemcsak vetekszik a nagy német mesterével, hanem ízig-vérig francia is. Azonban amikor a hőn vágyott alkotó megjelent a színen – nem ismerték fel. Sokáig gáncsolták vagy közönyösen szemlélték erőfeszítéseit. Ez a francia muzsikus Claude Debussy (1862–1918). Egyetlen operát írt, Pelléas és Mélisande címmel, amely egyedülálló, utánozhatatlan alkotás volt, és Európa-szerte hatással volt a modern operairodalom fejlődésére. Debussy mellett két ifjabb kortársa is gazdagította a francia operairodalmat: Paul Dukas (1865–1935) és Maurice Ravel (1875–1937).
Debussy és Ravel mellett számos más komponista is fellépett Franciaországban. Az ismertebb és fontosabb komponisták: Erik Satie (1866–1925), Albert Roussel (1869–1937), Jacques Ibert (1890–1962), Darius Milhaud (1892–1974) és Francis Poulenc (1899–1963).

## A német és az osztrák opera

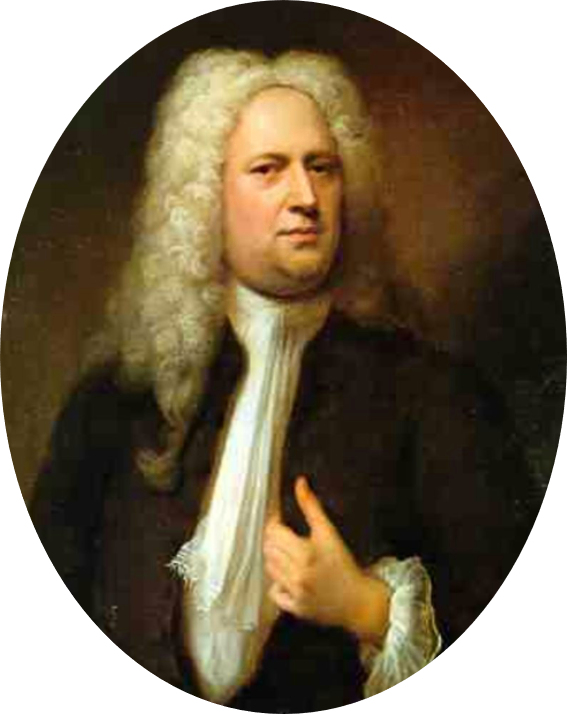
Georg Friedrich Händel 1733-ban, Balthasar Denner festménye

Ausztriában és Németországban sokáig a külföldi, elsősorban olasz zene volt az uralkodó. Az első helyi művészet megteremtője Heinrich Schütz (1585–1672) 1672-ben komponált, azóta elveszett Dafné című operája volt. A külföldi művészet dominanciájának ellenére az osztrákok és a németek is az egyébként itáliai színpadi darabok jeleneteiben a hatás fokozásaként németül beszéltették és énekeltették is a szereplőket. Az 1670-es évek végétől a hamburgi Theater am Gänsemarktban elsősorban német nyelvű vagy németre fordított darabokat játszottak, így megszületett az operának egy helyi válfaja, a singspiel. E műfaj egyik legjelentősebb képviselője Johann Adam Hiller (1728–1804) volt.
A német nyelvű operát jelentősen Gluck (1714–1787) alakította át. E reform végrehajtásában Ranieri de’ Calzabigi költő volt a társa. Első reformoperájuk Orfeusz és Euridiké (1762) volt. Gluck helyébe később Mozart (1756–1791) lépett, aki a német zene egyik legjelentősebb alkotója volt. Időben őt követte Haydn és Beethoven, akinek a zenei munkássága főként a szimfonikus és kamarazene területére esett.
A 19. század a zenében is a romantika irányzatát követte. Az első nevezetes évszám a német romantikus opera történetében 1816. Ekkor mutatták be Berlinben E. T. A. Hoffmann (1776–1822) Udinéjét és Prágában Louis Spohr Faustját. A romantikus opera másik nagy mestere Carl Maria von Weber, a nemzeti daljáték megteremtője és betetőzője volt. Ugyancsak 19. századi romantikus operaszerző volt Albert Lortzing (1801–1851) és Heinrich Marschner (1795–1861). Általában őt tartják Weber szellemi örökösének, aki ezt a hagyatékot átadja Richard Wagnernek.
A német operatörténet másik kimagaslóbb alakja Richard Wagner volt (1813–1883). Törekvése az volt, hogy szintetizálja mindazokat a művészeti ágakat, amelyek a dalszínházi hierarchiában addig egymás ellenében keresték a helyüket. A Wagner utáni zeneszerzők műveinek dallamai szabatosabb, pikánsabb és humorosabb hangzás fele hajlottak. Ismertebb operaszerzők ebből a korszakból Richard Strauss, Peter Cornelius (1824–1874), Hermann Götz (1840–1876), Wilhem Kienzl (1857–1941), Hugo Wolf (1860–1903), Eugen d’Albert (1864–1932). 
A 20. század elején a komponisták fellázadtak a romantika szónokias pátosza, érzelmi túlfűtöttsége ellen, és szakítottak Wagnerrel is. Több irányzat is született, melynek közös vonása a romantika tagadása és egyes gondolati elemek előtérbe helyezése volt.

## Az angol nyelvű opera

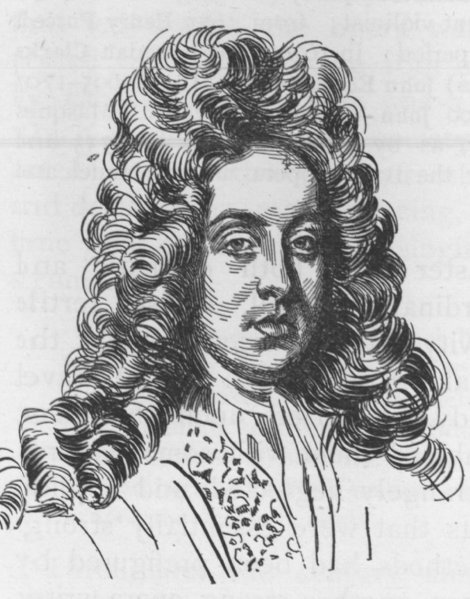
Henry Purcell

Miután kialakult az új zenei forma, az opera, Olaszországban nagy lendületre kapott. A 17. század közepén Németország és Franciaország is behódolt az új műfajnak, Nagy-Britannia azonban mögöttük kullogott. Az első angol nyelvű, végigkomponált opera (vagyis amiben recitativók vannak, nem prózai párbeszédek) John Blow (1649–1708) Vénusz és Adonisza volt. A darab végigkomponáltsága ellenére is még a „Masque for the Entertainement of the King” (maszkos játék a király szórakoztatására) műfaji megjelölést viselte. A Vénusz és Adonisz feltehetőleg 1682 körül keletkezett, és valószínűleg Oxfordban mutatták be II. Károly angol király jelenlétében. A darabot azonban mindössze kétszer adták elő, szélesebb közönség előtt nem játszották. Az utókor sokáig nem is tudott a létezéséről, csak 1902-ben fedezték fel a kéziratot.
Blow tanítványa, Henry Purcell (1659–1695) is próbálkozott az új műfajjal, de csak egy végigkomponált operát alkotott, Dido és Aeneas címen, aminek számos részlete a Vénusz és Adonisz zenéjén alapszik, és feltehetőleg ugyanabban a leányiskolában mutatták be, ahol Blow operáját is. Ez a darab már szélesebb körben ismertté vált, és ma is az angolok egyik első számú klasszikusának számít. A Dido és Aeneas mellett Purcell csak úgynevezett semi-, azaz féloperákat komponált, vagyis olyan darabokat, melyekből a szöveg nagy részét eltávolították, helyükbe pedig kísérőzene és látványos zenei játék került (ún. masque-darabok). Ilyen darabok voltak A Tündérkirálynő (The Fairy Queen) (tulajdonképpen Shakespeare Szentivánéji álmához készült színpadi kísérőzene és betétáriák, együttesek sorozata) és az Arthur király is; ezeket olykor ma is előadják.
Angol szövegre, de itáliai stílusban született Nicholas Lanier (1588–1666) Rodosz ostroma című darabja 1656-ban. Angol zeneszerzők további korai operái között megemlíthető Ben Johnson mára már elveszett Lovers Made Men című darabja és William Congreve Párizs döntése darabjának négy különböző változata.
Az angol opera reformműve John Gay és a német származású Johann Christoph Pepusch alkotása, a Koldusopera (The Beggar’s Opera) (1728) volt. Ez a mű egyfelől az olasz opera fonákságát és az angol közönség idegenmajmolását tette nevetségessé, másfelől a főurak, a politikusok feleslegességét állította pellengérre. A mű helyszíne a külváros; szereplői tolvajok, gyilkosok, rendőrök, utcalányok. Pepusch, a zeneszerző csak a nyitányt komponálta meg, a mű többi részét ismert operák kedvelt számaiból, valamint angol, skót és ír népdalokból Gay állította össze. Ez a mű egyben egy új műfajnak is életet adott, a ballad-opera műfajának, a vígopera sajátosan angol változatának. Ennek az új műfajnak később, Thomas Augustin Arne és Charles Coffey darabjaival<--erre gondolt a szerző?--> jelentős szerepük volt a német Singspiel kialakulásában.
A 18. században az opera ismét importcikké vált, és egészen a 19. századig nem születtek említésre méltó művek. A 19. században Michel William Balfe A cigánylány (1843) és William Vincent Wallace Maritana (1845) című művei voltak a legjelentősebb alkotások. Ezeket követte az utolsó évtizedekben Alexander Campbell Mackenzie és Charles Villiers Stanford néhány műve, valamint Arthur Seymour Sullivan Mikádó és Ivanho című darabjai.
Az első, külföldi zeneszerzőkkel is összemérhető angol komponista Benjamin Britten (1913–1976) volt. Főbb művei a Peter Grimes (1945), a Lucretia meggyalázása (1946), az Albert Herring (1947), az Írjunk Operát! (1949) és a Billy Budd (1951). Britten után valamelyest fellendült az angol opera. Jelentősebb szerzők: Alan Buch, Michael Tippett és Humpley Searle.
Kiemelkedő angol nyelvű, amerikai operaszerző George Gershwin (1898–1937), a szimfonikus jazz nagymestere volt. Népszerű operája a Porgy és Bess (1935).

## Orosz opera

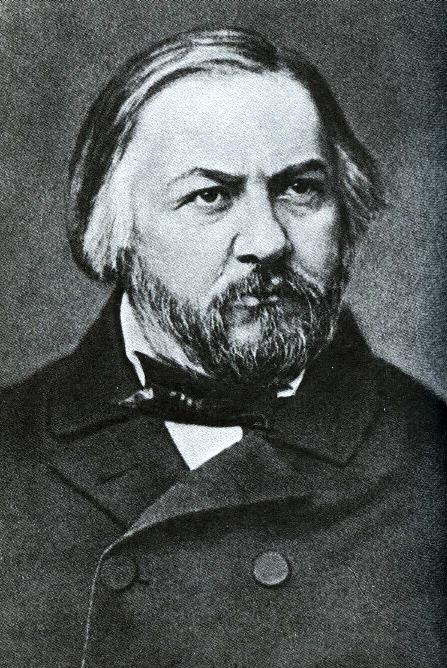
Mihail Ivanovics Glinka 1856-ban

Nagy Péternek köszönhetően a 18. századi Oroszországban gyakran kerültek színpadra olasz és francia operák. Az első orosz opera Dmitrij Zorin 1777-es Metamorphosisa volt. Ezt követte két évvel később Mihail Szokolovszkij A csaló és házasságközvetítő bűvös molnár című vígoperája. Ez utóbbi a falusi életet ábrázolta. Ezután hamarosan megjelentek a történelmi operák is.
Az első nemzetközi rangú operaszerző Mihail Ivanovics Glinka (1804–1857) volt. Glinka két operát írt: a történelmi témájú Ivan Szuszanyint (1836) és a Puskin azonos című mesekölteménye alapján készült Ruszlán és Ludmillát. Glinka műveit Alekszandr Borogyin Igor hercege (1809) és Modeszt Petrovics Muszorgszkij Borisz Godunovja (1874) követte. Közvetlenül Glinka nyomában haladt Rimszkij-Korszakov (1844–1908), a zenetörténet egyik leghíresebb darabjának, a Seherezádénak az írója, aki tizenöt operát komponált. Rimszkij számára a zene volt az első, a jellemábrázolás csak ezután következett. Ezért operáit sokan tündérmeséknek tekintik, amelyekben bábuk a szereplők.
Az első szakképzett orosz operaszerző Pjotr Iljics Csajkovszkij (1840–1893) volt. Tíz operája marad fenn. Művei bizonyos értelemben konzervatívak, mert az akkoriban divatos wagneri folytonosság elve helyett megtartotta az operán belül önmagukban is teljes egésznek tekinthető zenei egységek rendszerét.
A Szovjetunió születésekor, Lenin idejében a zeneszerzők szabadok voltak. E kor kiemelkedő operaszerzője Dimitrij Sosztakovics (1906–1975) volt. Tagja volt a Kortárs-zenei Szövetségnek, amely a nyugati szerzők műveinek megismerését és előadásait támogatta. Lenin halála és Sztálin hatalomra jutása után azonban megváltozott a helyzet: csak a popularizmusnak maradt helye. Sosztakovics zenéjét – miután Sztálin egy 1936-os előadáson részt vett – a Pravda „káosz”-nak nevezte. A Sztálin által jóváhagyott művészi doktrína azt írta elő, hogy a zenének az kell legyen az elsődleges feladata, hogy a szovjet társadalmat ragyogó, optimista, hazafias, szocialista módon ábrázolja. Akik nem követték ezt az előírást, azokra rásütötték a „modernizmus” szégyenbélyeget. Köztük volt Sosztakovics és a nála is önfejűbb Szergej Prokofjev (1891–1953) is. Prokofjev első két operáját még Oroszországban írta, azonban az 1917-es októberi orosz forradalom után Amerikába, majd Párizsba emigrált. Később azonban visszaköltözött a sztálini Szovjetunióba, és az állam által támasztott követelmények hatására megindítóan hazafias, ugyanakkor meglehetősen gondolatszegény darabokat is írt. A másik nagy orosz opera és zeneszerző Igor Sztravinszkij (1882–1971). Sztravinszkij két és fél operát írt, ezek közül csak az egyik egész estés (A kéjenc útja).

## Más nemzetek operái
Európa számos országában alakult ki nemzeti opera, főként Magyarországon, Csehországban, Spanyolországban és Lengyelországban.

### A cseh opera
Csehországban a harmincéves háború hatalmas nemzeti katasztrófa volt: évtizedekre visszavetette a gazdasági és kulturális fejlődést, megszakadt a cseh zenekultúra folytonossága. A művészeti és tudományos élet csak jó ötven évvel az események után, az 1700-as évek elején éledt újjá. Ekkoriban idegen operatársulatok járták a nagyobb cseh városokat, megszervezték a nagyobb városokban és vidéken is a rendszeres zenei oktatást. A 18. század folyamán aztán egy sor tehetséges és jól képzett cseh muzsikus tűnt fel. Közülük a legnagyobb hírnévre a Benda-fivérek tettek szert. Georg Anton (Jiří Antonin) Benda az egyik első cseh daljátékszerző volt. Tizennégy színpadi mű került ki a kezei alól, de ezek még jobbára a német melodráma és Singspiel-irodalmat gazdagították. Egy másik cseh szerző, Josef Mysliveček (1737–1781) Itáliában aratott nagy sikereket operáival, de nemcsak zenéjével alkalmazkodott az olasz viszonyokhoz, hanem még a nevét is Venatorinire változtatta.
A kiváló cseh muzsikusok nagy része Európát járta, Prágában pedig olasz zenészek működtek. Vagyis az általános zenei műveltség emelkedésével nem járt együtt a népi-nemzeti gyökerekből táplálkozó műzene fejlődése. Prágában 1787-ben mutatták be Mozart Don Giovanniját, ami igen nagy hatást gyakorolt a cseh zeneszerzőkre. Mozart hatására egy csoport muzsikus elkezdett fáradozni a cseh nemzeti zene megteremtésén. 1826-ban pedig végre napvilágot lát az első, cseh nyelven komponált opera is: František Škroup (1801–1862) A drótos című daljátéka.

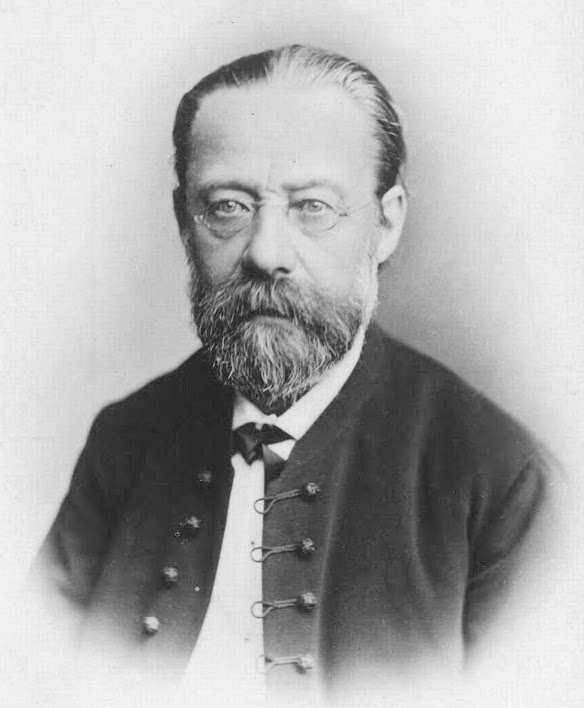
Bedřich Smetana

A cseh nemzeti opera igazi megteremtője azonban Bedřich Smetana (1824–1884) volt. Ötéves svédországi tartózkodása után az 1860-as években tért vissza hazájába, ahol közben megnyitotta kapuit a Cseh Ideiglenes Színház, a ma is álló, 1881-ben megnyitott Cseh Nemzeti Színház elődje. Az alapítók az intézményt a cseh opera felvirágoztatásának kívánták szentelni. Smetanát is dalművek írására ösztönözték. Első operáját, a Brandenburgiak Csehországban címűt, állítólag dacból írta meg. Fülébe jutott ugyanis, hogy egy ismert bécsi dirigens azt mondta Liszt Ferencnek, hogy a csehek kitűnő muzsikusok, de mint komponisták nem sokat érnek. Az opera bemutatását számos huzavona előzte meg, de amikor 1866-ban végre megvalósult a premier, valóságos zenei forradalmat váltott ki Csehországban. Még ez évben színre került a mester következő dalműve, Az eladott menyasszony, amit a csehek a mai napig nemzeti operájuknak tisztelnek. Következő nagy sikert aratott dalműve a Dalibor címet viselte. Az 1872-ben megírt Libuše című opera a haza és a nemzet apoteózisa volt. Utolsó dalművei mind a vígopera műfaját gazdagították: Két özvegy (1874, ez még Az eladott menyasszonynál is kiválóbb), A csók (1876), A titok (1878) és Az ördögfal (1882).
A tizenkilencedik század másik világhírű cseh komponistája, Antonín Dvořák (1841–1904) is többször próbálkozott operakomponálással (Alfréd, 1870, A király és a szénégető, 1871, A keményfejűek, 1874, Vanda, 1875, Ravasz a paraszt, 1878, Dimitrij, 1882, A jakobinus, 1898, Az ördög és Katerina, 1899), de csak öregkori remekművével, a Ruszalkával volt képes tartós és igazán nagy sikert elérni. A darabot 1901-ben mutatták be, és nem sokkal ezután bejárta a világ nagy operaszínpadait. A Ruszalka után a zeneszerző még egy dalművet komponált 1904-ben Armida címmel.
A harmadik nagy cseh operaszerző Leoš Janáček (1854–1928) volt. Első érett kori operája, a Jenůfa a morva parasztok életéből merítette témáját; 1904-ben mutatták be Brnóban. A darab ezután feledésbe merült, és csak az 1916-os prágai premier hozta meg szerzője számára az igazi sikert. Janáček ekkor már hatvankét éves volt, de a siker valóságos alkotói lázba hozta. Ezután sorra komponálta operáit: Broucek úr kirándulásai a Holdba és a 15. századba (1920), Kátya Kabanova (1921), A ravasz rókácska (1924), a Makropulos-ügy (1926), a Holtak házából (1930). Utolsó három operája szövegkönyvét maga a zeneszerző írta.
A Janáček utáni cseh operaszerzők nem igazán tudtak nemzetközi sikereket elérni, hazájukban is csak ideig-óráig játszották darabjaikat. Kivételt képez Bohuslav Martinů (1890–1959), aki élete nagy részét külföldön töltötte, operái egy része távol esik a cseh nemzeti iránytól, de A hídon című vígoperájában sikeresen olvasztotta egybe a modern törekvéseket Dvořák stílusával.
Drámai erő tekintetében kiemelkedik még Jaromir Weinberger (1896–1976) tevékenysége is. A komponista 1922-től Amerikában élt, de Svanda, a dudás című, 1927-ben bemutatott dalműve egy cseh mondát dolgozott fel. Az opera alapjában véve népi ihletettségű, csak egy-két helyen használ újfajta hangot.

### A szlovák opera
A szlovák nemzeti operát Eugen Suchoň (1908–1993) teremtette meg. 1949-ben bemutatott Örvényben című darabját a Magyar Állami Operaház is játszotta egy ideig. A darab témájában és hangulatában is a Jenůfa világához kapcsolódik. A zeneszerző az 1960-ban bemutatott Svätopluk című művével a szlovák történelmi zenedrámát is megteremtette. A darab a régi morva királyság válságos időszakát dolgozta fel irodalmi hagyományok alapján.
Új színt jelentett a szlovák opera történetében Ján Cikker (1911–1989) fellépése. Két népi hangú operája, a Juro Janošik (1954) és a Beg Bajazid (1957) a szabadító opera hagyományaihoz kapcsolódott. Cikker ezután az egyetemes emberi témák felé fordult. 1959-ben Mr. Scrooge címmel Dickens Karácsonyi énekét adoptálta operaszínpadra, majd 1962-ben Tolsztoj Feltámadás című regénye nyomán írt operát.
Az előbb említett két szerző a szlovák opera eddigi rövid történetének nemzetközileg is elismert alakjai, akik dalműveikkel a külföldi operaszínpadokat is meg tudták hódítani, még ha csak rövid időre is.

### A lengyel opera
III. Zsigmond lengyel király nagy zenekedvelő volt, udvarában működött a korabeli Európa egyik legjobb zenekara. Fia, Ulászló részt vett a Mediciek 1625-ös firenzei ünnepségein. A lengyel herceg tiszteletére a firenzei udvar opera-előadást rendezett: bemutatták Francesca Caccini Arioso eposza nyomát írt darabját. Amikor 1628-ban hazatért, Varsóban is színre vitette Caccini operáját, így III. Zsigmond az első európai uralkodók közé tartozott, akik szívesen ismerkedtek az új zenés műfajjal. De a korai virágzás hamarosan véget ért. A 17. századi lengyel történelem éppolyan viharos volt, mint a magyar. A háborúk hamar megszorításokat követeltek a királytól, aki végül szélnek eresztette kiváló zenészeit. A zenei élet hanyatlani kezdett. Külföldi mesterek továbbra is működtek az országban, de egy sem tudott kiemelkedni közülük.
1725-ben aztán nyilvános operaház nyílt Varsóban, de az első évtizedekben még kizárólag olasz műveket tűztek műsorra benne. Az első lengyel opera az ország függetlenségének utolsó éveiben született meg: a szlovák származású, komáromi születésű Maciej Kamienski (1734–1821) műve a Beteljesedett vágy címet viselte (bemutatója 1778-ban volt). A tizenhét zárt számot prózai dialógusok kötötték össze, zeneileg nem volt igazán értékes a darab, de mégis nagy áttörést jelentett. 1779-ben egy másik szerző, Jan Stefani (1746–1829) jelentkezett lengyel dalművel, A krakkóiak és a górálok című darabjával, amelyben a szerző kitűnően ragadta meg a korhangulatot. Ezután az ország hosszú évtizedekre elvesztette függetlenségét, a különböző nemzeti felkeléseket, mozgalmakat az oroszok sorra leverték.
A nemzeti öntudatot a művészek tartották ébren. A lengyel zenekultúra felvirágoztatásáért sokat tett a sziléziai születésű Józef Elsner (1796–1854), aki Chopin tanítómestere is volt. Tizenkilenc operát komponált, amelyekben főleg a korabeli Varsó eseményeit vitte színpadra. Elsner jelentősége azonban elsősorban szervezői tevékenységében állt. Nevéhez fűződik több zenei intézmény, így a varsói konzervatórium alapítása is.

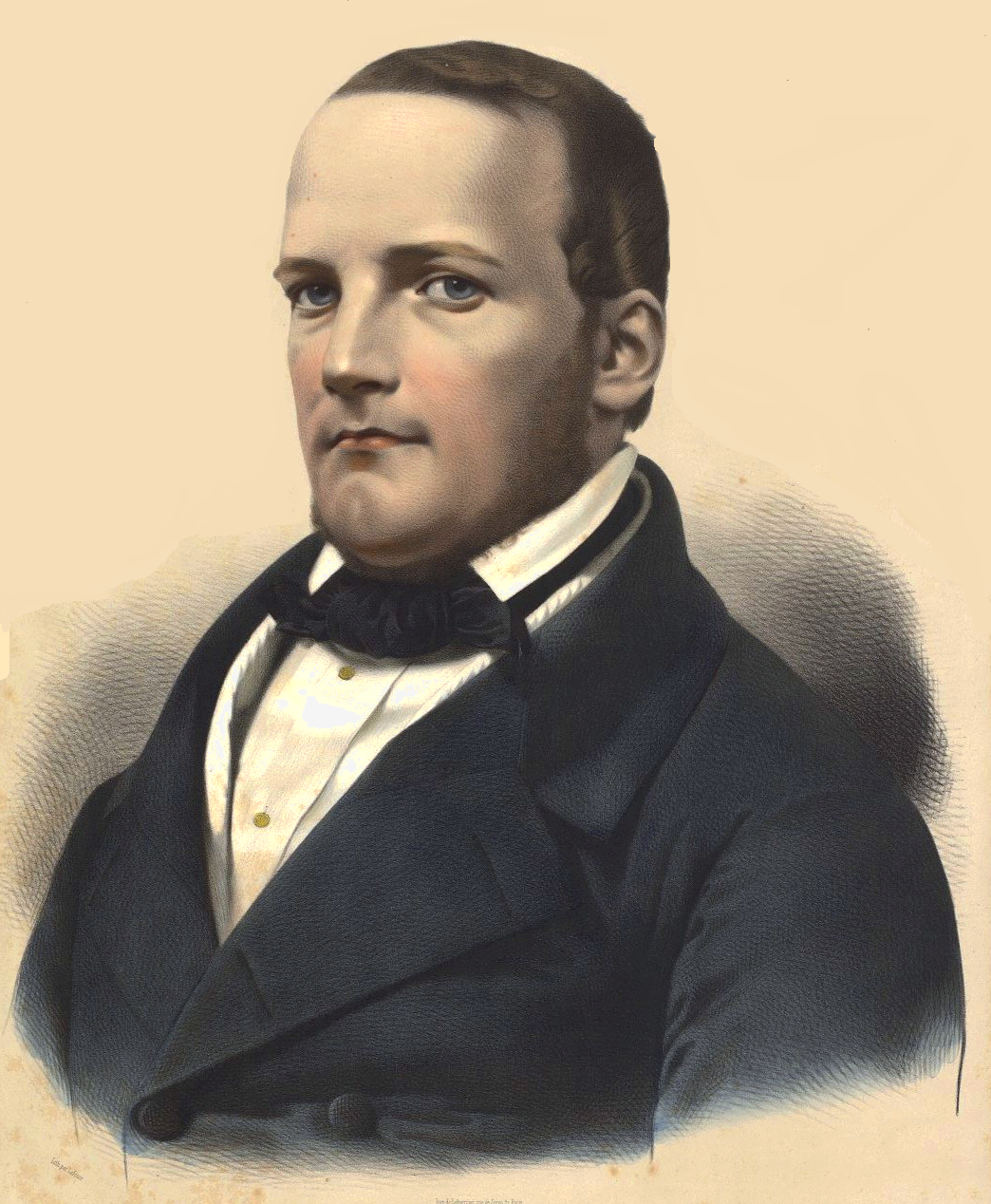
Stanisław Moniuszko

A következő jelentős operakomponista Karol Kurpinski (1785–1857) volt. 1816-ban került színre a Stefani által is feldolgozott librettó alapján A krakkóiak és a górálok című műve, amelyet Lengyelországban olykor ma is bemutatnak. Ezenkívül még több mint huszonöt dalművet komponált, de ezek nagy része mára eltűnt a színpadokról.
Az első, európai színvonalon alkotó, a lengyelek körében ma is nagy becsben tartott operakomponista Stanisław Moniuszko (1819–1872) volt. Az 1858-ban bemutatott Halka című operáját a korszak legtöbb akkoriban jelentős operaszínpada is bemutatta. A Halka zenéjében megtapasztalható az idegen zenei formák átvétele és azok lengyel tartalommal való megtöltése. Moniuszko másik kiváló dalműve A kísértetkastély című vígopera. A lengyelek körében ma ez örvend a legnagyobb népszerűségnek a lengyel operairodalom eddigi darabjai közül. A folklorista elemekkel átszőtt opera a lengyelek nemzeti operájává nőtte ki magát az 1865-ös bemutató óta. Ezenkívül még CD-kiadás formájában hozzáférhető az érdeklődők számára, és olykor még ma is előadásra kerül Lengyelországban. A zeneszerző következő három operája: A grófnő, Verbum nobile és A pária.
A Moniuszko után következő komponisták operáinak nagy része nem lengyel dallamokra épült. Karol Szymanowski (1882–1937) két operája, a Hagith (1922) és a Roger király (1926) sikert arattak ugyan, de az igazi drámai erőnek híján vannak. A Roger király zenéjében a lengyel dallamok impresszionista és keleties hatásokkal keverednek, de túltengenek benne a misztikus, filozófiai elmélkedések, így sehol sem tudott repertoárdarab lenni.
A második világháború után élénk zenei élet bontakozott ki Varsóban. A dalszínházak műsorain időről időre feltűntek újabb lengyel operák, de közülük csak kevés maradt hosszabb ideig színpadon. Ilyen volt például Tadeusz Szligowsky (1896–1963) A krakkói diákok (1951) című műve. A ma élő lengyel zeneszerzők közül Krzysztof Penderecki (1933–) operatermése emelkedik ki. Első operája, a Louduni ördögök (1970), mint a modern operairodalom egyik remekműve, ma is gyakran színpadra kerül.

## A magyar opera

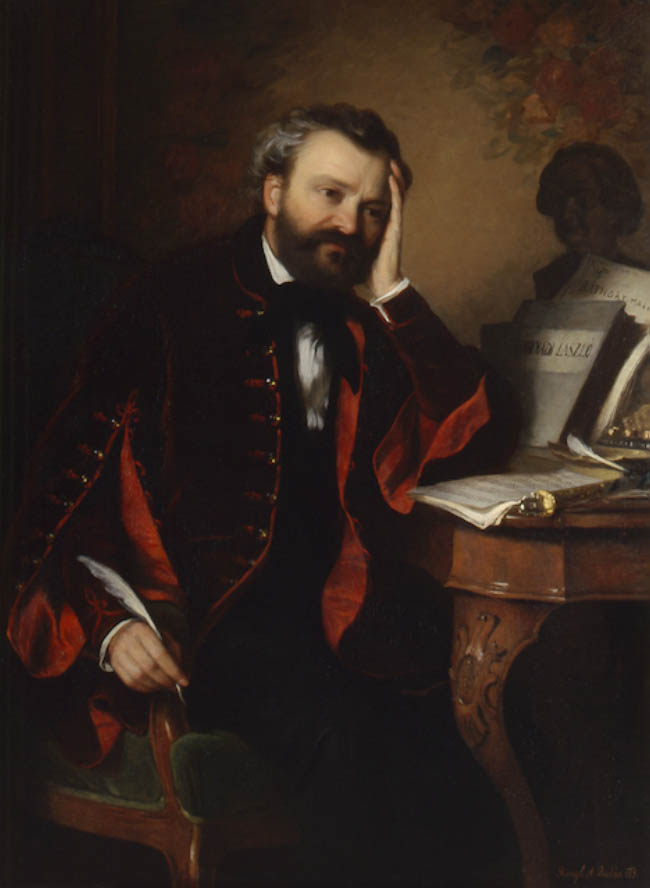
Erkel Ferenc

Magyarországon, akár az összes többi európai országban, először főúri kastélyok házi színpadain játszottak német és olasz operákat. Az első feljegyzés ilyen előadásról 1677-ből való: gróf Forgách Ádám pozsonyi palotájában pásztorjátékot adtak elő. A 18. században több főúri színház is létrejött, közülük a legismertebb az Esterházy hercegek fertődi, majd kismartoni kastélyában létrehozott opera volt. Haydn számos operáját itt mutatták be. Jelentős volt báró Patasich Ádám püspök nagyváradi színháza is. A későbbi polgári operajátszás szempontjából fontosnak számított Erdődy János gróf 1785–1789 között fennállt pozsonyi operája.
A magyar opera kezdetét Chudy József Pikkó herceg és Jutka Perzsi című daljátékának 1793. május 6-ai, budai ősbemutatójától szokás számítani. E mű zenéje elveszett. Az első, mai értelemben vett magyar opera Ruzitska József (kb. 1775–1883) Béla futása című műve volt. Ezt az operát 1822-ben mutatták be. Az első magyar vígopera (A csel, 1839) komponistája Bartay András 1799–1854) volt. A magyar nemzeti opera atyjának Erkel Ferencet (1810–1893) tekintjük. 
Őt követte Doppler Ferenc (1821–1833), aki hét operáját írt, az Ilka és a huszártoborzó közönségsikere a maga idejében elérte Erkel operáiét; Mosonyi Mihály (1815–1870), három operája közül a második, a Szép Ilonka az első tisztán magyar zenei elemekből írt opera; Goldmark Károly (1830–1915), akinek Sába királynője c. alkotása a világon legismertebb magyar opera. Mihalovich Ödön (1842–1929) egyetlen magyar tárgyú dalműve, a Toldi szerelme az Erkel és Bartók közti időszak egyik legjelentősebb darabja. Hubay Jenő (1858–1937) nyolc színpadi műve közül a Cremonai hegedűs nemzetközi viszonylatban valószínűleg a legtöbbet játszott opera volt, Bartók Béla (1881–1945) A kékszakállú herceg vára című egyetlen operája mellett.
A XX. századi jelentősebb operaszerzők közül Dohnányi Ernőt, Kodály Zoltánt, Poldini Edét, Kenessey Jenőt, Farkas Ferencet, Ránki Györgyöt, Petrovics Emilt, Bozay Attilát, Szokolay Sándort és Ligeti Györgyöt kell megemlíteni.
A XXI. századi kortársak közül Balassa Sándor, Vajda János és Eötvös Péter alkotott jelentős életművet ebben a műfajban.

## Kortárs irányzatok

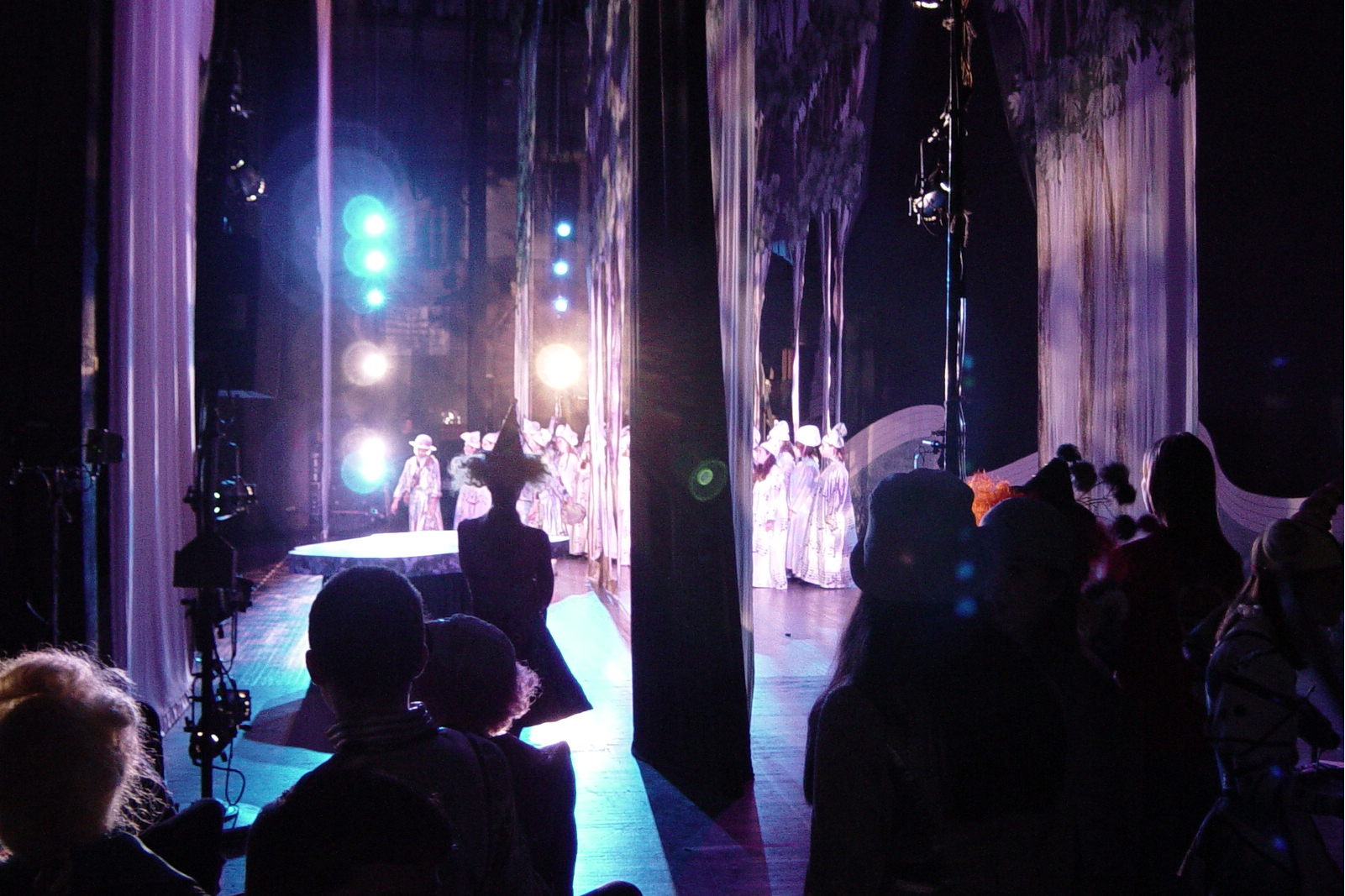
Egy operaelőadás a háttérből nézve

Számos 20. századi zeneszerző próbálkozott különböző újításokkal, reformokkal az operán belül. Olaszországban eredeti művekkel tűnt ki Gioergio Batistelli Experimentum mundi (1981) és a Cenci-ház (1997) című darabjaival. Az előbbiben kézműveseket, az utóbbiban színészeket szerepeltet, mindeközben mellőzi az énekeseket. Németországban Hans Jürgen von Bose és Wolfgang Rihm Álompalota 63 című műve említendő. Angliában működő jelentősebb operaszerzők Mark Anthony Turnage és Steven Berkoff. Ugyancsak jelentősek az angol Judith Weir A Night at Chinese Opera és Blond Eckbert című művei, valamint Benedict Mason Playing Away című futballoperája.

### Minimalizmus
A minimalizmus eredeti formájában az 1960-as évek művészetelmélete volt. Népszerű minimalista szerzők Philip Glass, John Adams, Michael Nyman és Gavin Bryars voltak. Glass művei különösen népszerűek voltak: az Ezer repülőgép egy háztetőn című művét a bécsi nemzetközi repülőtér 3. számú hangárjában mutatta be 1988-ban. Adams főként kortárs témákat dolgozott fel, Nyman Aki kalapnak nézte a feleségét című operáját Sztravinszkij és a rock and roll ötvözetének is szokás nevezni.

### Opera futura
Az opera története során meghódította az egész világot. Volt szerény és szertelen, populista és csak az elit számára elérhető, volt, mikor kiszolgálta a hatalmasságokat, és volt, amikor bosszantotta, volt, amikor a zene hatalmasodott el a szöveg fölött, és volt, amikor a szöveg nyomta el a zenét. A 20. század végén pedig megjelent a virtuális opera is. Ezek az előadások annyiban különböznek a hagyományos előadásoktól, hogy a díszlet virtuális, azaz fényeffektusokkal, képvetítéssel oldják meg a hátteret.
Ugyancsak a technika fejlődésének köszönhető a ma népszerű „Írjunk operát!” számítógépes programok. Ezzel az eszközzel a valóságban lejátszódó élő adásokat ki-ki saját elképzelése szerint egészítheti ki, illetve alakíthatja át. Ezeket az operákat nem mutatják be színpadon, csak számítógépen keresztül követhetők.

## Az operákban előforduló hangtípusok
Az énekesek – pontosabban az énekhangok – különböző típusokra oszlanak, de hangfajok szerint hét csoportot alkotnak. Ezek a nőknél: szoprán (magas), mezzoszoprán (középmagas) és alt (mély). A férfiaknál: kontratenor (férfi szoprán vagy alt) , tenor (magas), bariton (középmély), basszus (mély). Egy másik hangszín, a falzett pedig akkor jön létre, amikor a hangképzésben a mellregiszterrel szemben a fejregiszter kerül túlsúlyba. Az igazi, helyesen képzett falzetthang a férfi kontratenorok hangképzési módja, és nem tévesztendő össze az ún. fisztulahanggal, amely hangképzési hiba, és akkor jön létre, amikor a férfi énekes hangja a magas hangoknál akaratlanul vagy szándékosan „átcsap” a fejregiszterbe. A hangfajokat az idők során további alkategóriákra, hangtípusokra osztották: a tenor például lehet lírai vagy hőstenor. A szoprán és a tenor hangokat néha a spinto kifejezéssel is illetik. A spinto alapvetően lírai hangot jelöl, jó adag szexuális töltettel. A coloratura általában szoprán hang. A koloratúrszoprán díszített dallamokat is el tud énekelni, sok gyors skálamenettel és arpeggiókkal.